# 港の見える丘公園

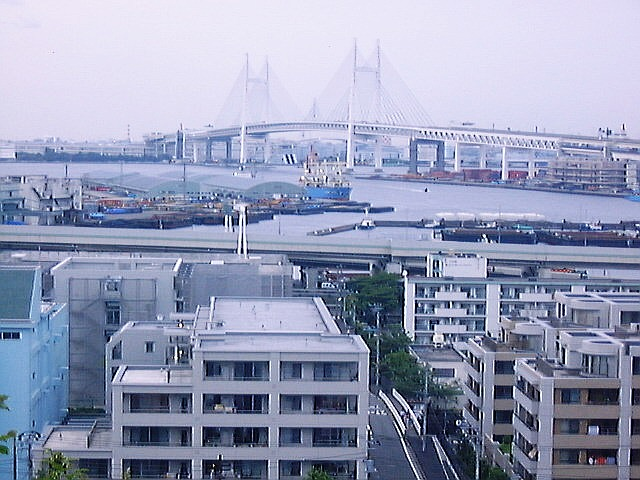
展望台からの横浜ベイブリッジ

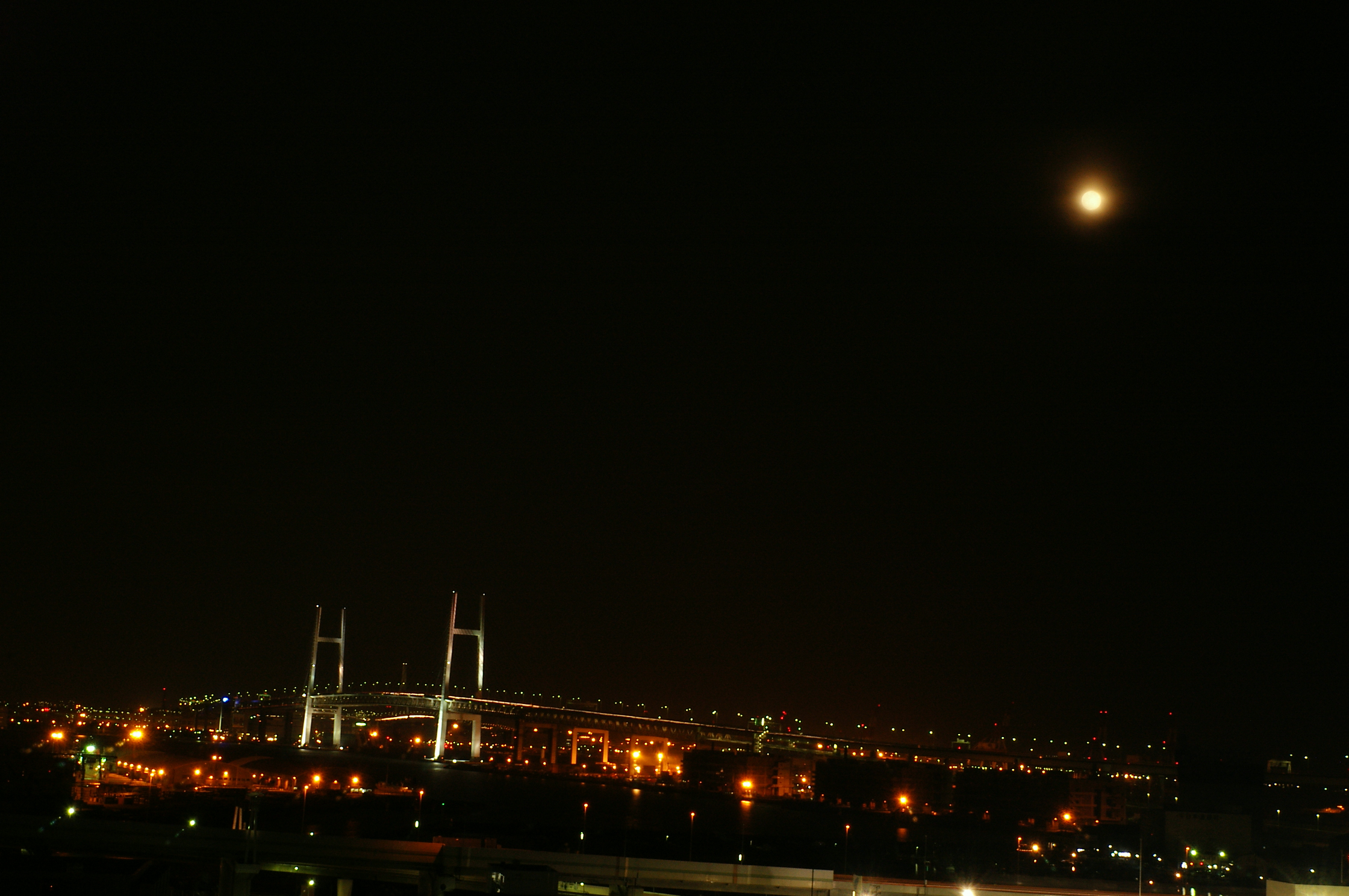
同じ位置からの夜景

港の見える丘公園（みなとのみえるおかこうえん）は、神奈川県横浜市中区山手町114にある都市公園（風致公園）。1962年（昭和37年）に開園し、南北に細長い公園で、面積は5.7ヘクタールで、横浜港を見下ろす。名称は戦後の流行歌『港が見える丘』に由来する。

## 概要
幕末に横浜が開港した際に、イギリス軍とフランス軍が当地に駐留した。日本初のフリーメイソンのロッジも置かれた。その後、太平洋戦争後も、アメリカ軍など進駐軍がこの地を接収した。接収が解除になってから、横浜市が公園用地として手に入れ整備し、1962年（昭和37年）10月25日に風致公園として一般者が立ち入ることができるようになった。
山下公園と並んで、横浜市の観光地の公園の一つで、横浜港を見渡せる高台に位置する。ただし、見える物はあくまで本当の意味の「港」であり、横浜ベイブリッジを除くと、横浜の代表的な観光地であるみなとみらい21や関内といった地区を見下ろすことはできない。
山手地区に近く、雰囲気も山手と似ているので、家族連れやカップルも見られる。
終戦直後の1948年（昭和23年）にヒットした流行歌『港が見える丘』に因んで命名され、1962年5月8日の開園式には同曲が流れる中、横浜市長によるテープカットがなされた。園内には『港が見える丘』の歌碑が建っている。公園の一角には大佛次郎の記念館もある。
また、1969年（昭和44年）に累計150万枚以上を売り上げ、横浜の代表的なご当地ソングとなっているいしだあゆみの楽曲『ブルー・ライト・ヨコハマ』は港の見える丘公園から見た、横浜と川崎の工業地帯の夜景をイメージしたものだという。
1986年（昭和61年）より放送が開始されたテレビドラマ『あぶない刑事』の中にもよく登場している。
ちなみにオフコース（小田和正）の『秋の気配』の歌詞に出てくる“港が見下ろせるこだかい公園”とはこの公園のことを指しており、B'zの『TIME』でも“港が見渡せる丘”として歌われている。
当園は2002年（平成14年）に設定された散策コース「開港の道」（桜木町駅前を起点とし汽車道、みなとみらい新港地区、山下臨港線プロムナード、大さん橋、山下公園などを経由）の終点側にあたる。
また2012年（平成24年）には、スタジオジブリ『コクリコ坂から』の記念スポットとしてUW旗とパネルが設置された。
2014年（平成26年）、港の見える丘公園の拡張区域として「ブラフ99ガーデン」が開園。山手の洋館の前庭をイメージしたものとなっている。
2016年（平成28年）にバラ園が「イングリッシュローズの庭」、沈床花壇が「香りの庭」としてリニューアルされ、2017年（平成29年）には第33回全国都市緑化よこはまフェア（愛称：ガーデンネックレス横浜2017）のみなとガーデン会場の一つとなっている。
なお、以前は高台から横浜港湾の岸壁を望むことができたが、近年は横浜ベイブリッジ建設に伴う道路の整備が行われたため、視界に首都高速道路の高架が必ず入る。平日の人通りは少ないが、週末にはカップルで賑わう。

### イングリッシュローズの庭
園内のイギリス館の前には「イングリッシュローズの庭」があり、現在約150種 約800株のバラが植わっている。毎年5月初旬から約1か月は、ここと山下公園・山手イタリア山庭園などのバラ園と協力して、「横浜ローズ・ウィーク」が開催される。

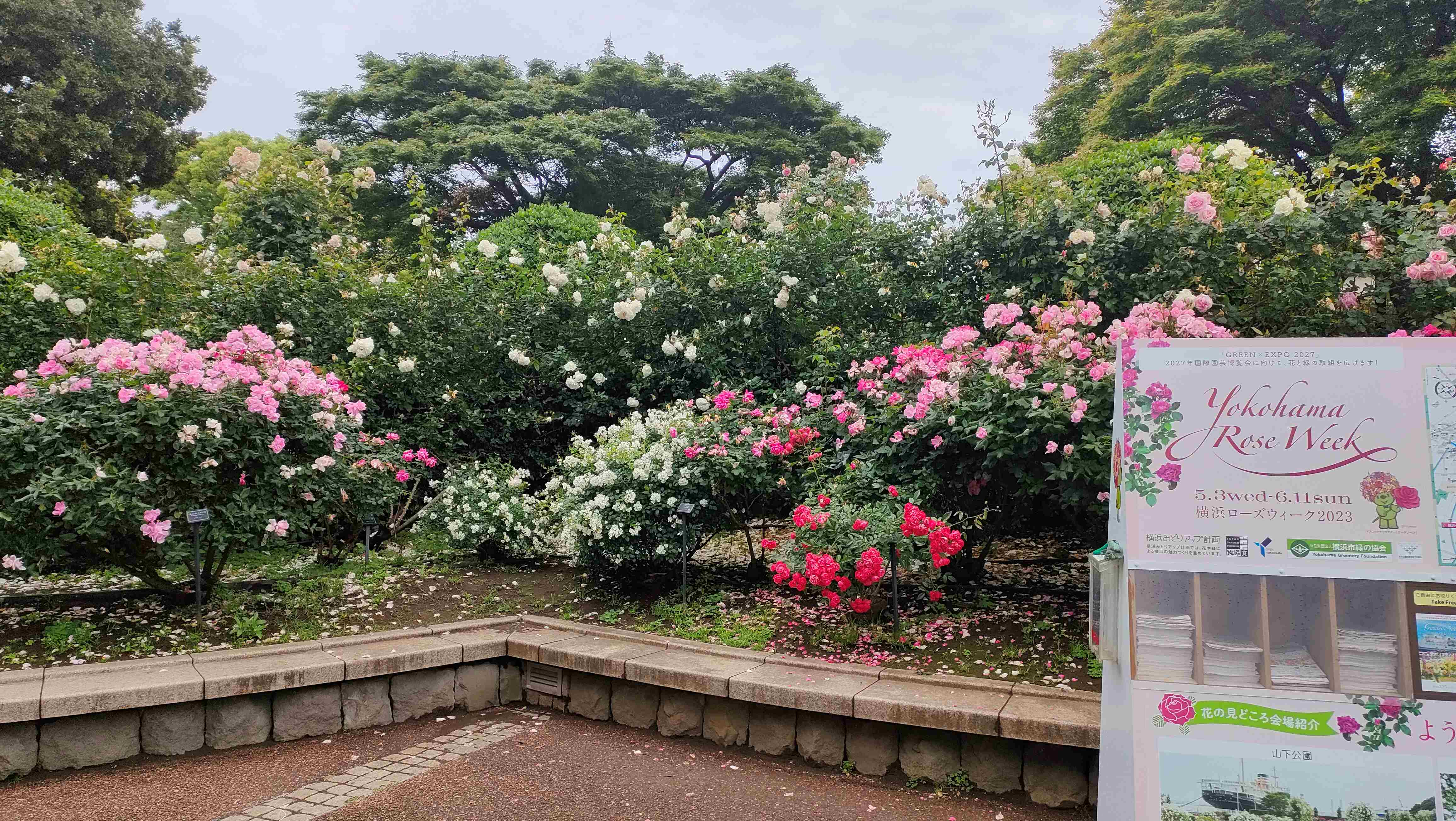
横浜ローズ・ウィーク 2023
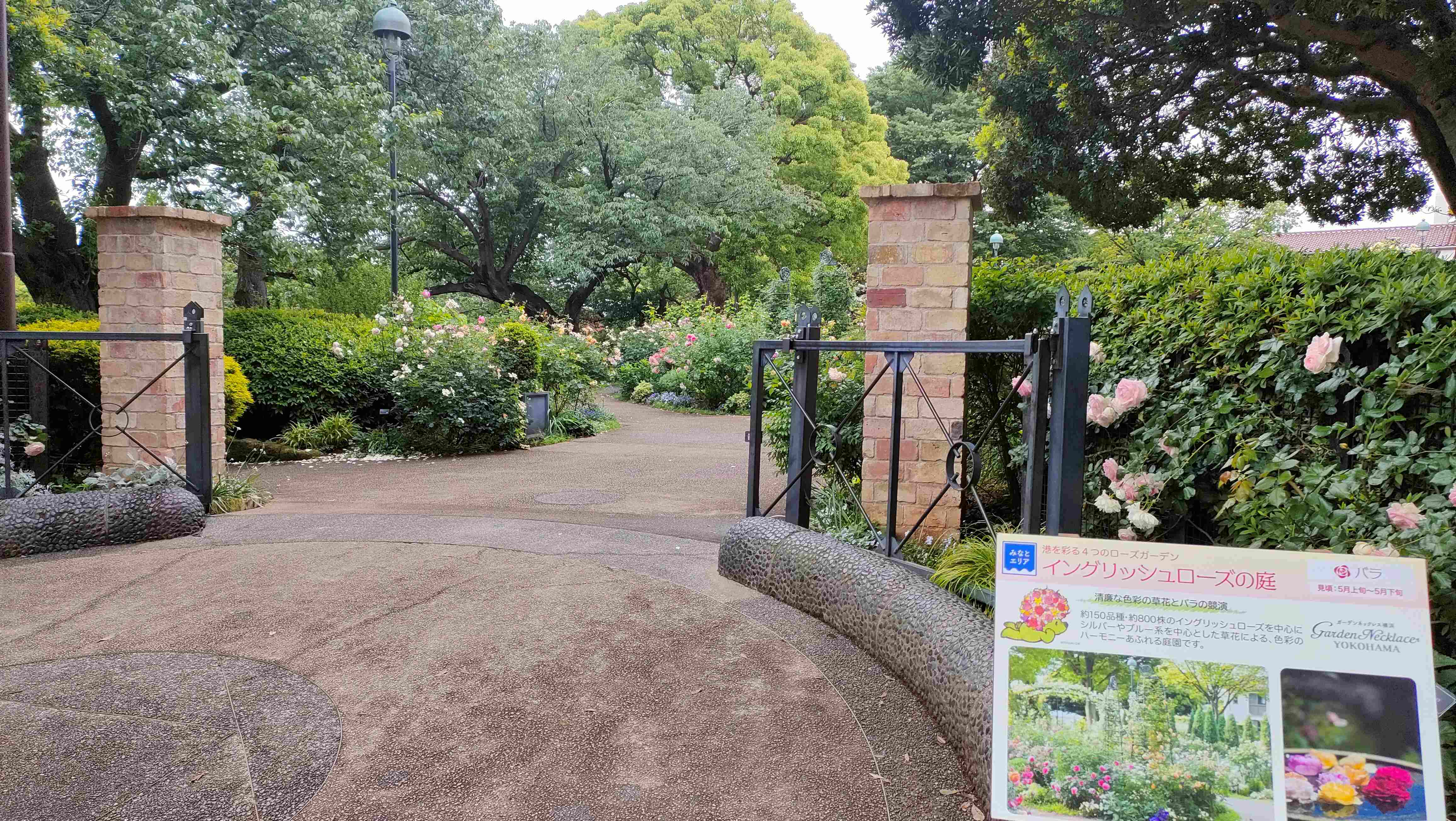
イングリッシュローズの庭の入口
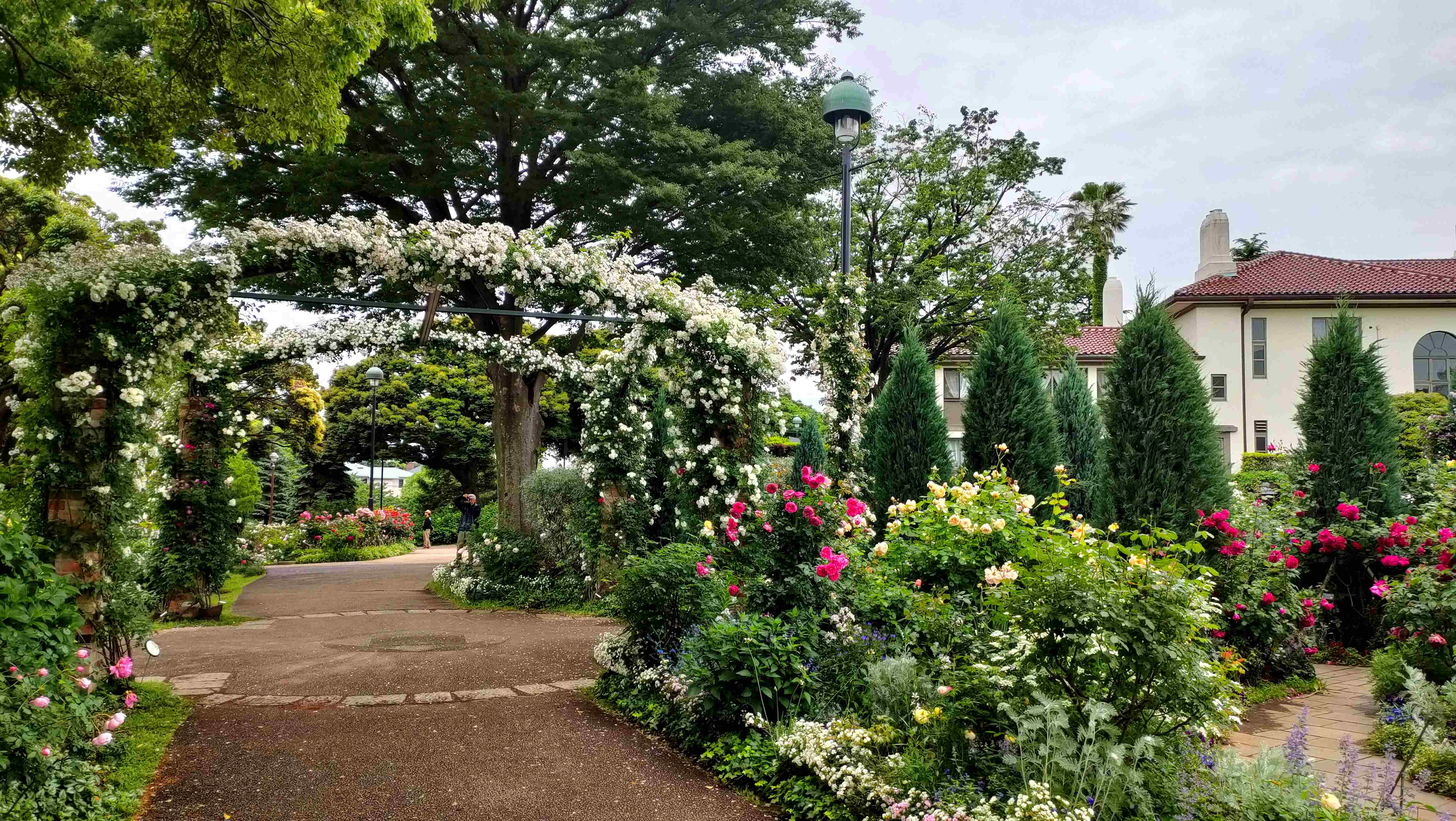
イングリッシュローズの庭のバラ
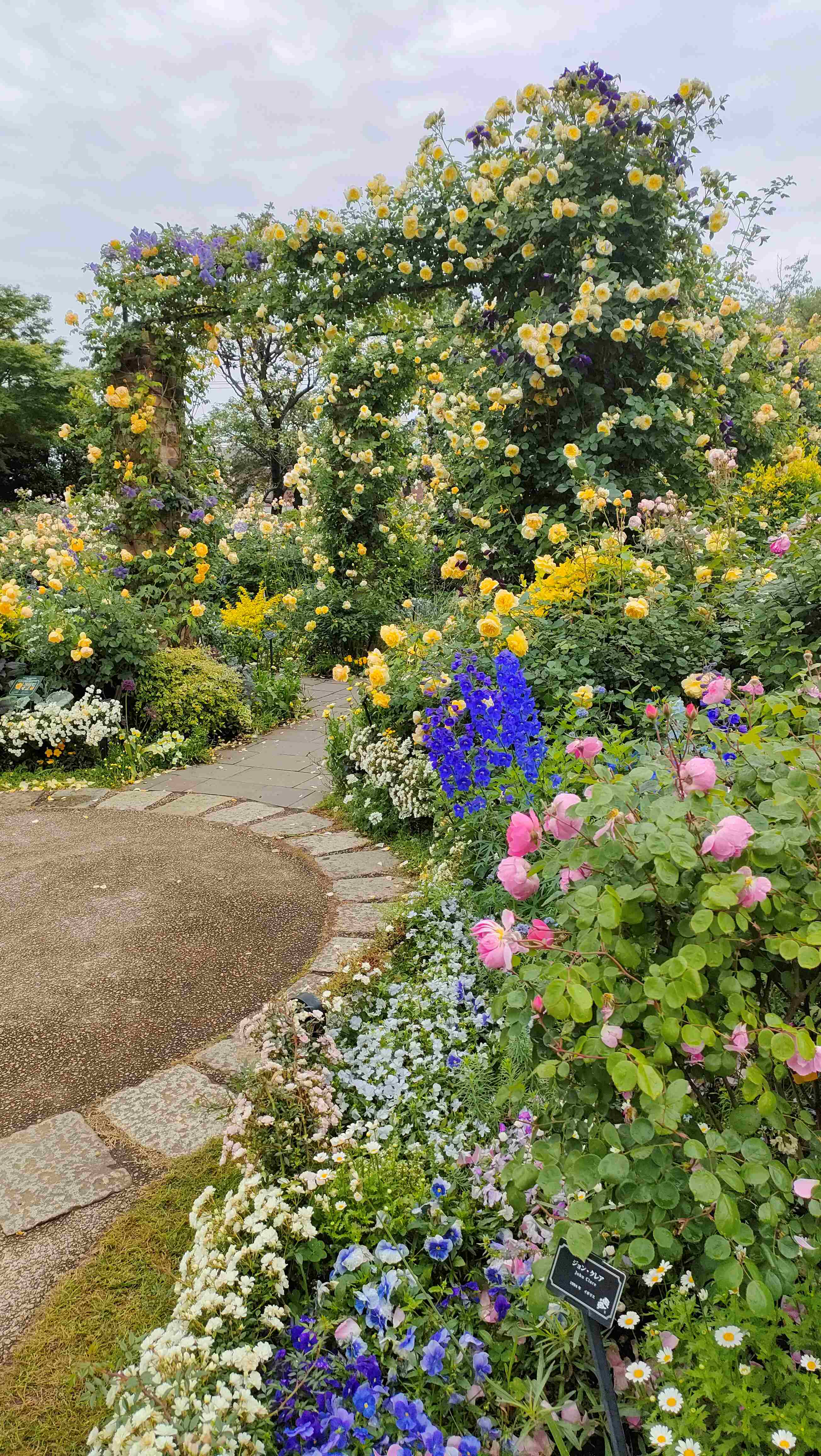
イングリッシュローズの庭のバラ

### フランス山

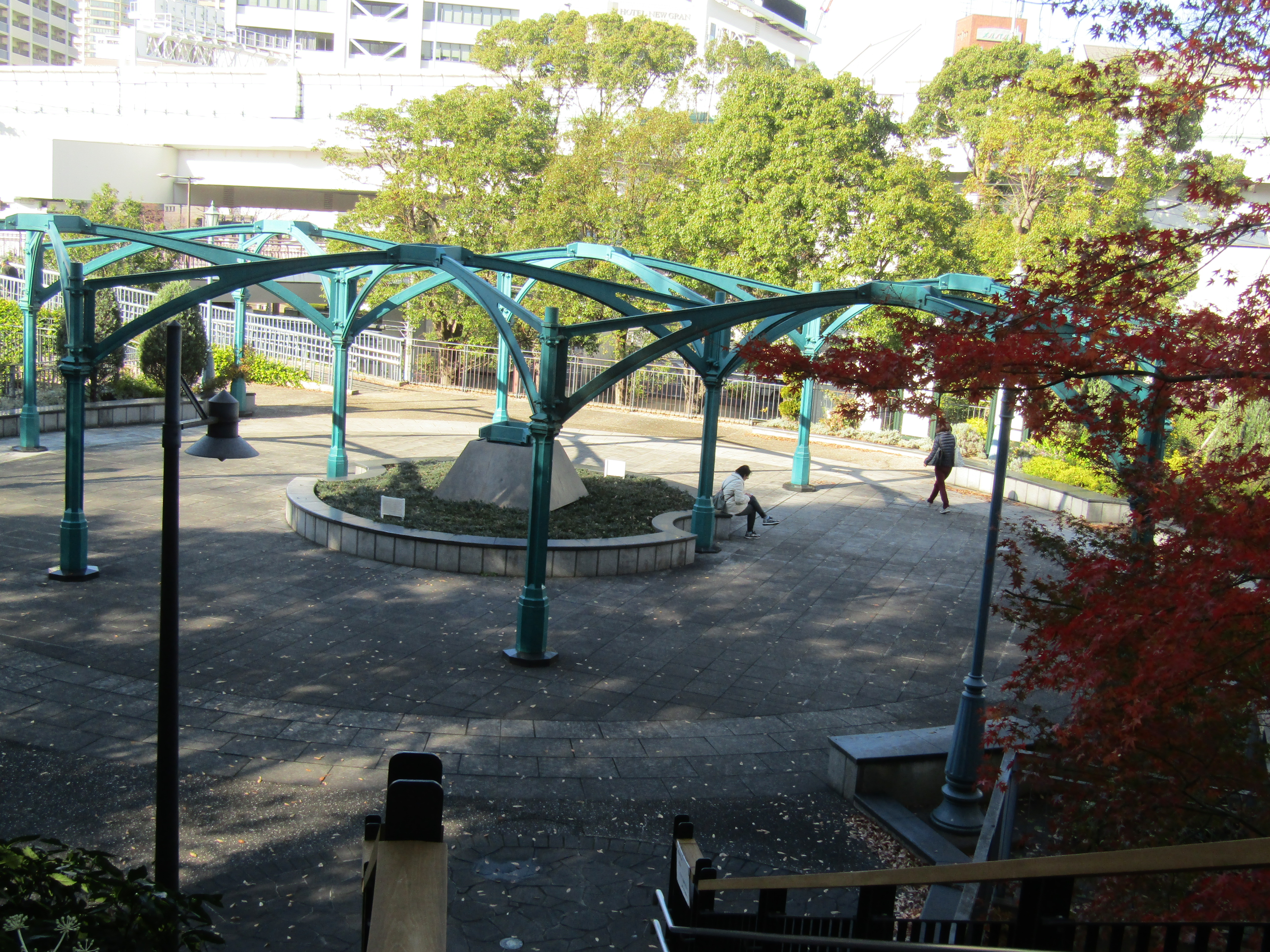
バルタール設計のの「レ・アル中央市場」遺構

港が見える展望台から北へ、元町・山下公園の方へ降りる地区はフランス山と呼ばれていて、フランス領事館跡地、風車、バルタール設計のパリの「レ・アル中央市場」遺構などがある。

## 公園内の施設
- 大佛次郎記念館
- 神奈川近代文学館
- 横浜市イギリス館（市指定文化財）
- 山手111番館（市指定文化財）

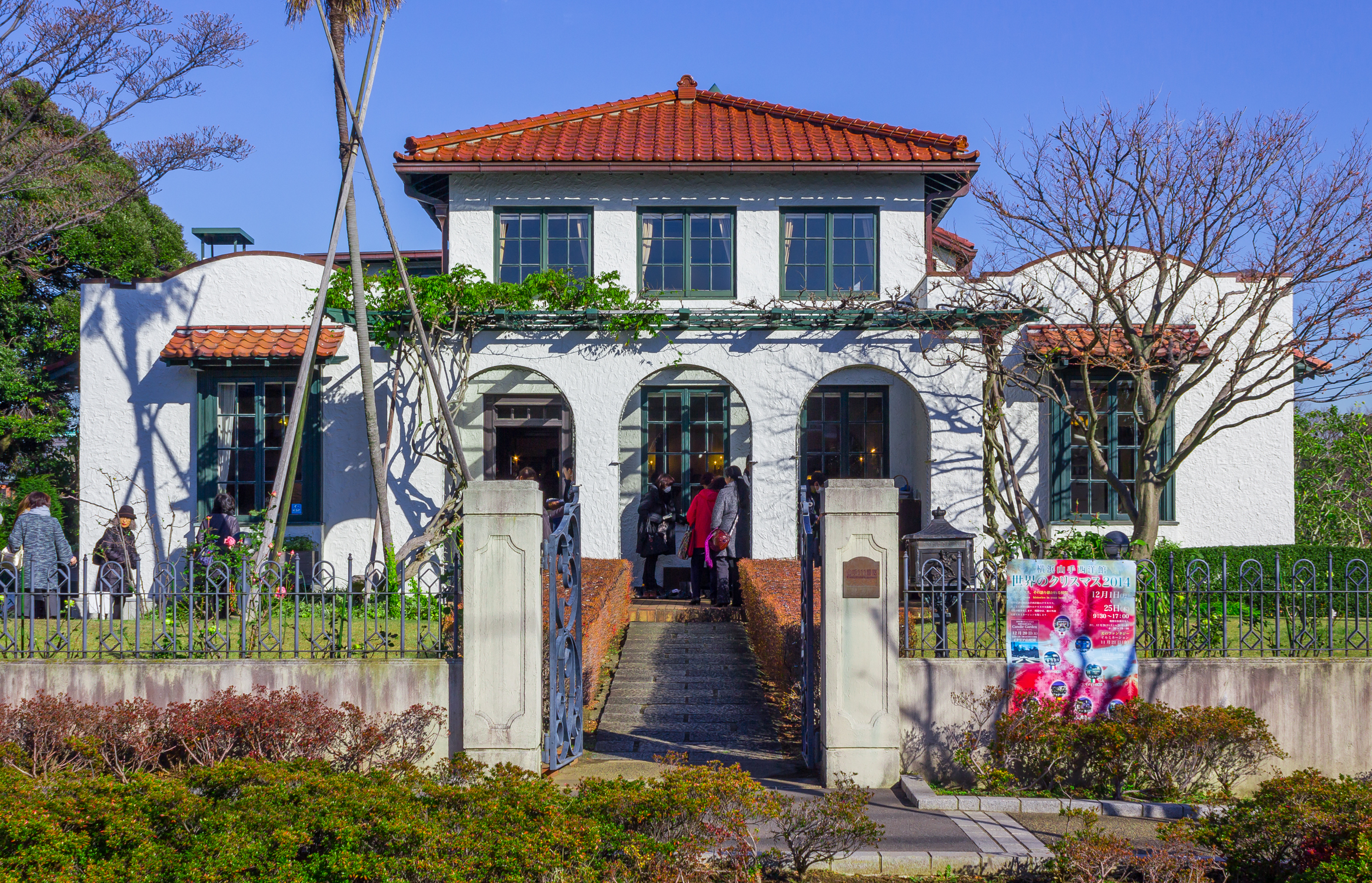
山手111番館

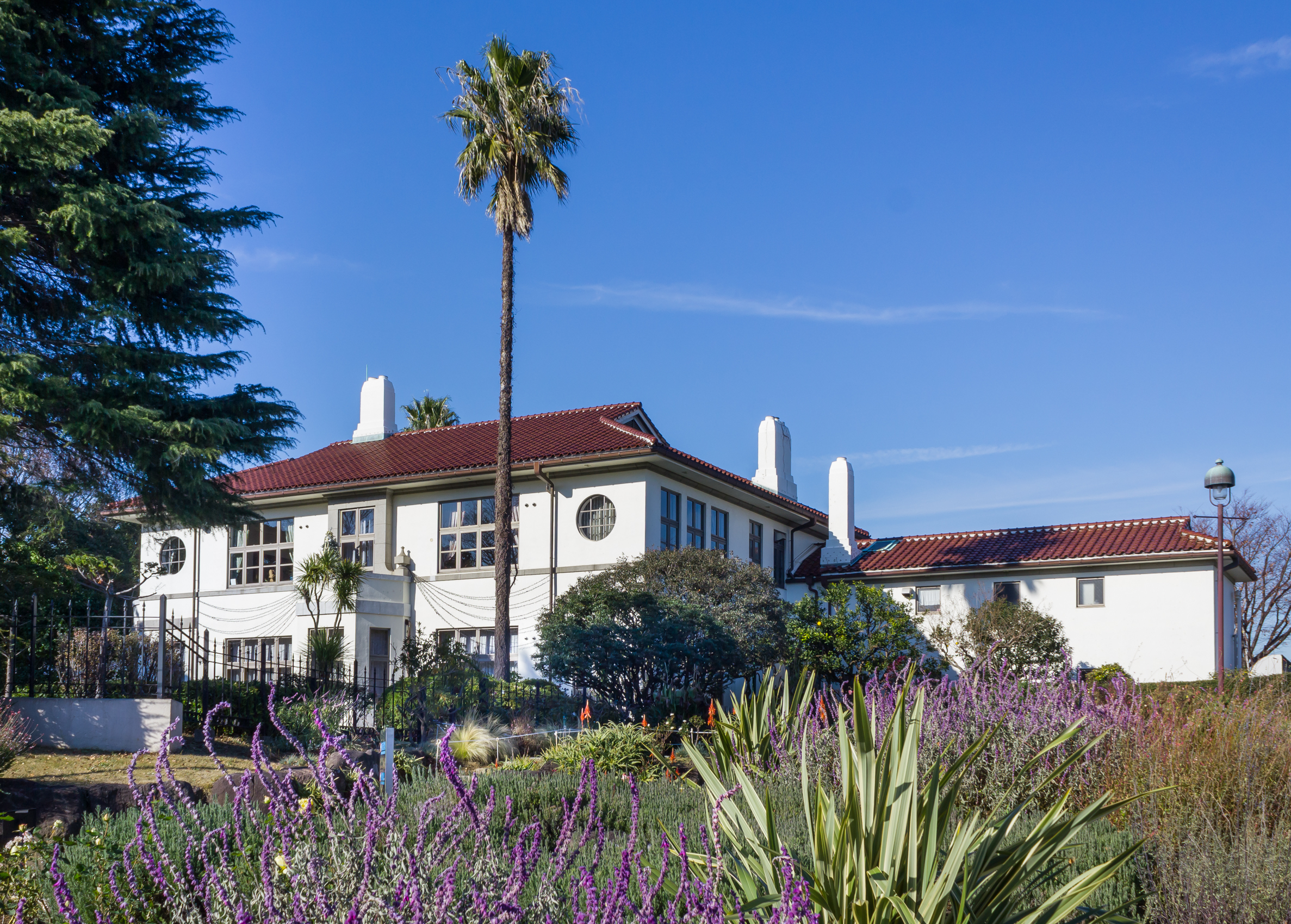
横浜市イギリス館

- イングリッシュローズの庭（バラ園）/香りの庭（沈床花壇）
- 愛の母子像
- フランス山
- アメリカ山公園（港の見える丘公園から谷戸坂を隔てた東側にある）

## 周辺
- 横浜地方気象台
- 横浜外国人墓地
- 岩崎博物館
- 元町
- 横浜中華街
- 山下町
- セント・ジョセフ・インターナショナル・カレッジ
- KKRポートヒル横浜
- 横浜インターナショナルスクール

## アクセス

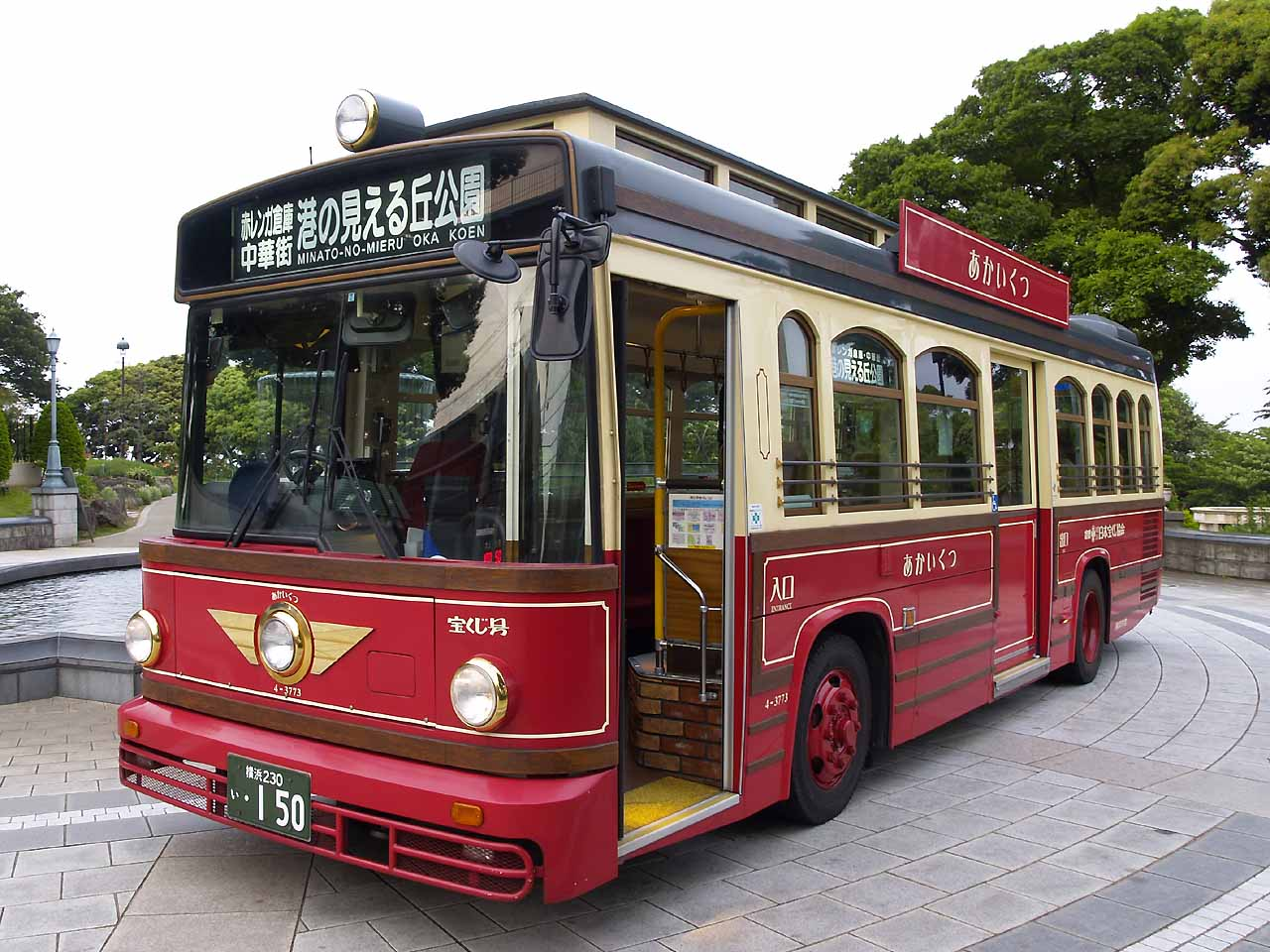
市営バス「あかいくつ」
噴水広場で転回する。また定期観光バスも見学地のためここに入ってくる。（循環路線化される前に撮影）

- 横浜高速鉄道みなとみらい線：元町・中華街駅から徒歩7分。（勾配のきつい谷戸坂を上る必要あり）
- JR根岸線：石川町駅から徒歩20分程度。
- 横浜市営バス
  - 山手駅から：20系統（山下ふ頭、桜木町駅行き）
  - 桜木町駅から：観光路線バス「あかいくつ」
2008年11月から循環化され、当園到着後は山下公園・大桟橋方面へ向かうようになった。

定期観光バス「ベイサイドライン」の見学地に組み込まれている。
  - 桜木町駅から：20系統（山手駅行き）
- 神奈川中央交通バス
  - 桜木町駅・保土ヶ谷駅から：11系統